# Jordan-maat
In de maattheorie, een deelgebied van de wiskunde is de jordan-maat (ook bekend als de jordan-inhoud) een uitbreiding van het begrip grootte (lengte, oppervlakte, volume) naar meer gecompliceerde vormen, zoals een driehoek, schijf of parallellepipedum. De jordan-maat is genoemd naar haar opsteller, de Franse wiskundige Camille Jordan.
Het blijkt dat een verzameling in een bepaalde beperkende zin "netjes" moet zijn om een jordan-maat te kunnen hebben. Een uitbreiding van de jordan-maat naar een uitgebreidere klasse van verzamelingen is de lebesgue-maat. Historisch gezien kwam de jordan-maat aan het einde van de negentiende eeuw echter als eerste,

## De jordan-maat van een eenvoudige verzameling

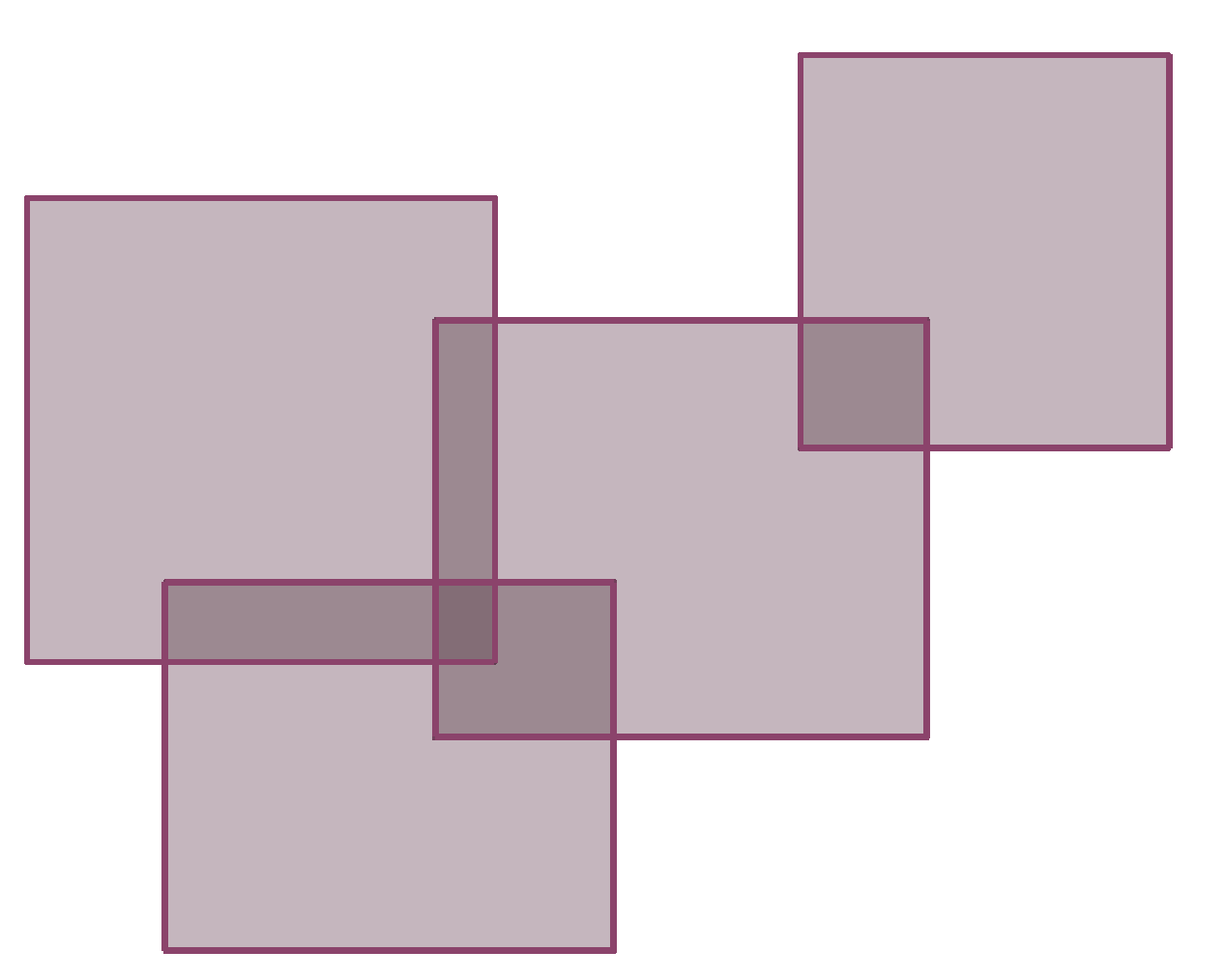
Een eenvoudige verzameling is per definitie een vereniging van de (mogelijk overlappende) rechthoeken.

In de euclidische ruimte {\displaystyle \mathbb {R} ^{n}} wordt een verzameling die het cartesisch product zijn van begrensde intervallen.
{\displaystyle C=[a_{1},b_{1})\times [a_{2},b_{2})\times \ldots \times [a_{n},b_{n})}
die aan de linkerkant gesloten zijn en aan de rechterkant open zijn, . (half-open intervallen is een technische keuze, zoals we hierbeneden zullen zien kan men, wanneer men daar de voorkeur aan geeft, ook gebruikmaken van open of gesloten intervallen) een {\displaystyle n}-dimensionale rechthoek, of gewoon een rechthoek genoemd. De jordan-maat {\displaystyle m(C)} van een dergelijke rechthoek is gedefinieerd als het product van de lengtes van de intervallen:
{\displaystyle m(C)=(b_{1}-a_{1})(b_{2}-a_{2})\cdots (b_{n}-a_{n})}
Vervolgens beschouwt men de zogenaamde eenvoudige verzamelingen (ook wel polyrechthoeken genoemd), Eenvoudige verzamelingen zijn eindige verenigingen van rechthoeken,
{\displaystyle S=C_{1}\cup C_{2}\cup \ldots \cup C_{k}}
voor elke {\displaystyle k\geq 1}. Men kan de jordan-maat van {\displaystyle S} niet simpelweg definiëren als de som van de individuele rechthoeken, omdat een dergelijke representatie  van {\displaystyle S} verre van uniek is, en er signifcante overlappingen tussen de rechthoeken kunnen bestaat. Gelukkig kan elke eenvoudige verzameling {\displaystyle S} worden herschreven als een vereniging van een andere eindige familie van rechthoeken, rechthoeken die deze keer wederzijds disjunct zijn. Dit wetende kan men de jordan-maat {\displaystyle m(S)} definiëren als de som van de maten van de disjuncte rechthoeken. Men kan aantonen dat deze definitie van de jordan-maat van {\displaystyle S} onafhankelijk is van de representatie van {\displaystyle S} als een eindige vereniging van disjuncte rechthoeken. Het is in de "herschrijven" stap dat de aanname wordt gebruikt dat rechthoeken zijn opgebouwd uit half-open intervallen.

## Uitbreiding naar meer gecompliceerde verzamelingen

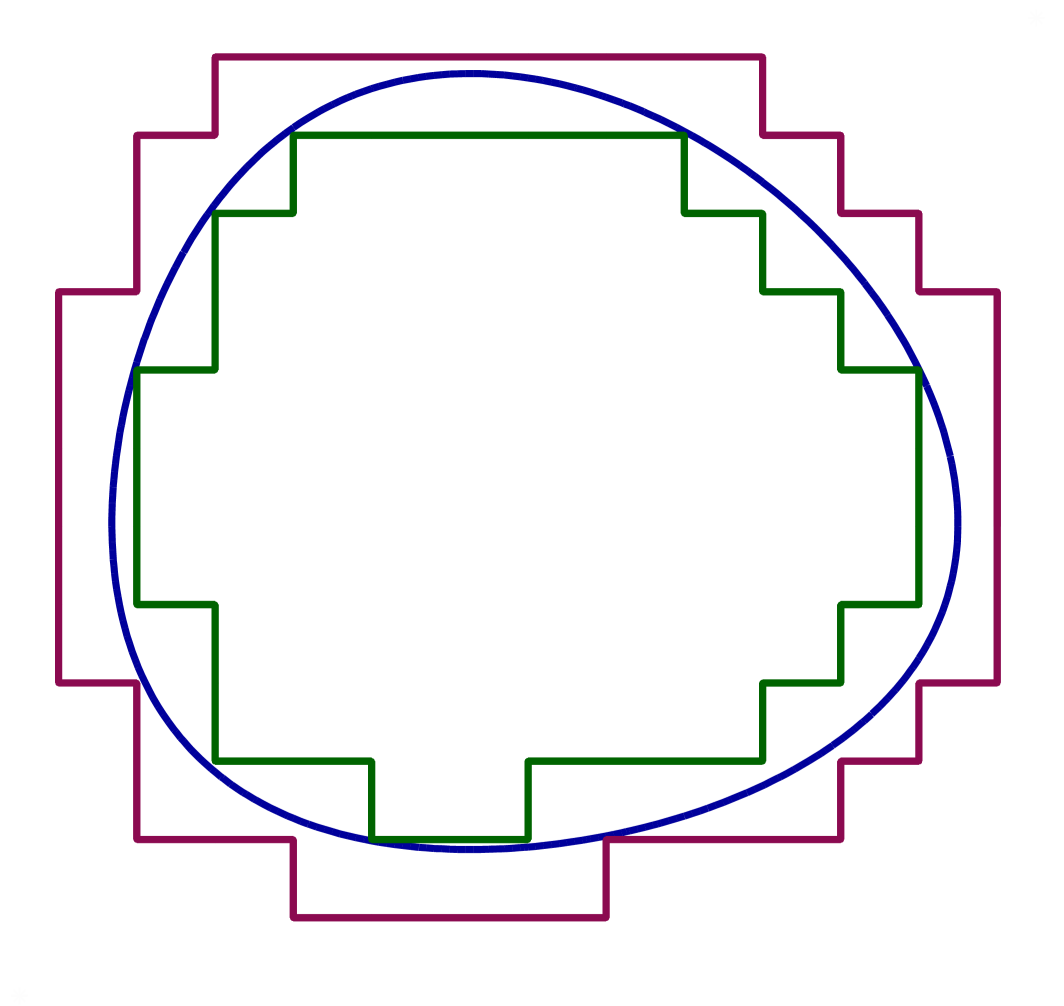
Een verzameling (in het plaatje weergegeven door de regio binnen de blauwe lijn) is Jordan meetbaar dan en slechts dan als als deze verzameling zowel van binnenuit als van buitenaf netjes kan worden benaderd door middel van eenvoudige verzamelingen (de grenzen daarvan worden respectievelijk als de donkergroene en de paarse lijn afgebeeld).

Merk op dat een verzameling die het product is van gesloten intervallen,
{\displaystyle [a_{1},b_{1}]\times [a_{2},b_{2}]\times \ldots \times [a_{n},b_{n}]}
geen eenvoudige verzameling is, evenmin als een bal dit is. Tot nu toe is de verzameling van jordan-meetbare verzamelingen dus nog steeds zeer beperkt. De belangrijkste stap is dan het definiëren van een begrensde verzameling om jordan-meetbaar te zijn als deze verzameling "netjes benaderbaar" is door eenvoudige verzamelingen, precies op dezelfde manier zoals een functie riemann integreerbaar is als deze functie netjes kan worden benaderd door stuksgewijze constante functies. 
Definieer voor een begrensde verzameling {\displaystyle B} formeel haar binnen jordan-maat als 
{\displaystyle m_{*}(B)=\sup _{S\subset B}m(S)}
en haar buiten jordan-maat als 
{\displaystyle m^{*}(B)=\inf _{S\supset B}m(S)}
waar het infimum en het supremum worden genomen over eenvoudige verzamelingen {\displaystyle S}. Van de verzameling {\displaystyle B} zegt men dat deze jordan-meetbaar is als de binnen jordan-maat van {\displaystyle B} gelijk is aan de buiten jordan-maat. De gemeenschappelijke waarde van de twee maten wordt dan simpelweg de jordan-maat van {\displaystyle B} genoemd.
Het blijkt dat alle rechthoeken (met of zonder begrenzing) en ook alle ballen, simplices, enz., jordan-meetbaar zijn. Ook als men twee continue functies beschouwt, is de verzameling van punten tussen de grafieken van deze functies jordan-meetbaar, zolang deze verzameling tenminste is begrensd en het gemeenschappelijke domein van de twee functies ook jordan-meetbaar is. Elke eindige vereniging en doorsnede van jordan-meetbare verzamelingen is jordan-meetbaar. Dit geldt ook voor het verschil van twee jordan-meetbare verzamelingen. Een compacte verzameling is niet noodzakelijkerwijs jordan-meetbaar. De Smith-Volterra-Cantor-verzameling is dit bijvoorbeeld niet. Haar binnenste jordan-maat verdwijnt, omdat het complement dicht is, haar buitenste jordan-maat verdwijnt niet, omdat deze niet kleiner dan de lebesgue-maat kan zijn (in feite is zij hier gelijk aan). Een begrensde open verzameling is dus niet noodzakelijkerwijs jordan-meetbaar. Het complement van een Smith-Volterra-Cantor verzameling is bijvoorbeeld (binnen het interval) niet jordan-meetbaar. Een begrensde verzameling is dan en slechts dan jordan-meetbaar als haar indicatorfunctie riemann-integreerbaar is. Men kan ook bewijzen dat een begrensde verzameling dan en slechts dan jordan-meetbaar is, indien haar rand Jordan-meetbaar is en een jordan-maat van nul heeft.

## De lebesgue-maat
Deze laatste eigenschap beperkt de types van verzamelingen die jordan-meetbaar zijn aanzienlijk. De verzameling van rationele getallen die wordt omsloten  door het interval [0,1] is dan bijvoorbeeld niet jordan-meetbaar, omdat haar grens gelijk is aan [0,1], een interval dat geen jordan-maat nul heeft. Intuïtief gezien is de verzameling van rationale getallen echter een "kleine" verzameling, aangezien deze verzameling aftelbaar is, en zou deze verzameling "grootte" nul moeten hebben. Dat is inderdaad het geval, maar alleen als men de jordan-maat vervangt door de lebesgue-maat. De lebesgue-maat van een verzameling is gelijk aan de jordan-maat, tenminste zolang een verzameling een jordan-maat heeft. De lebesgue-maat kan echter op een veel bredere categorie van verzamelingen worden gedefinieerd, zoals de verzameling van rationale getallen in het hierboven genoemde interval en ook voor onbegrensd of zelfs fractale verzamelingen. De lebesgue-maat is dus in tegenstelling tot de jordan-maat een echte maat, dat wil zeggen dat een aftelbare vereniging van lebesgue-meetbare verzamelingen lebesgue-meetbaar is, maar dit is niet het geval als men "lebesgue" vervangt door "jordan".